# Collège des Jésuites de Saint-Omer
L’ancien collège des Jésuites de Saint-Omer (également appelé collège des jésuites wallons, fondé à Saint-Omer en 1568, était une importante institution éducative jésuite des Pays-Bas méridionaux. Après deux siècles de présence, les jésuites en sont expulsés en 1762, et le collège est fermé. Rénovés, les bâtiments sont réutilisés en 1802 comme école publique qui devient collège impérial en 1808 et, après la chute de la monarchie de Juillet, lycée d’État (1848). Depuis 1924 ce lycée s’appelle lycée Alexandre-Ribot. Sa chapelle a été classée monument historique en 1942 et le reste partiellement inscrit en 1977.

## Origine et fondation
Peu après la création du diocèse de Saint-Omer (1559) son premier évêque Gérard d’Haméricourt (1504-1577), abbé de Saint-Bertin, demande en 1565 à Everard Mercurian, provincial de Belgique, que les jésuites y fondent un collège.  Cette demande est acceptée, en partie pour lutter contre l’influence croissante des idées protestantes dans les Pays-Bas espagnols, alors sous domination espagnole. Le 15 janvier 1569 le collège ouvre ses portes à la rue du Viel Brusles (aujourd’hui rue Gambetta), dans des bâtiments achetés et généreusement dotés par l’évêque Gérard et son abbaye Saint-Bertin. Une chapelle est construite. Dès l’ouverture, le collège compte 200 élèves en cinq classes d’humanités supérieures, avec cours de philosophie et de théologie. En fait, dans l’esprit du concile de Trente, l’évêque souhaitait surtout former de bons prêtres pour son diocèse. Jusqu'à la fin de sa vie l’évêque Gérard restera attentif et bienveillant vis-à-vis de ‘son’ collège, y envoyant régulièrement ‘pain et bière’. Il demandera à être enterré dans sa chapelle.

## Développement
Survivant une brève première crise en 1578 (révolte contre la domination espagnole) les jésuites font du collège un centre d’activités éducatives, religieuses et caritatives qui lui acquièrent une place notable dans la vie de la ville. Une première pièce de théâtre – ‘La vie de Saint-Martin’ - est mise en scène en 1581 à l’occasion de l’intronisation du nouvel évêque. Cela deviendra un événement quasi annuel de la vie religieuse et culturelle de Saint-Omer. Les cérémonies religieuses avec belles solennités sont appréciées. Les sodalités mariales se multiplient : à partir de la première Congrégation de la Vierge créée pour les élèves en 1582 les groupes se diversifient : pour adultes, nobles, religieux, femmes, etc.
En 1585 Frans de Costere, provincial, ajoute au collège une maison de formation pour étudiants jésuites. Le nombre d’élèves continue à augmenter. De 586 en 1588 ils passent à 650 en 1591. Le nombre d’enseignants augmente parallèlement : 16 prêtres en 1596.  L’école étant gratuite (car financièrement fondée par le revenu d’abbayes) les étudiants appartiennent à toutes les classes sociales. On vient des Pays-Bas, de France et d’autres lieux plus éloignés pour y étudier. Des ordres religieux y confient leurs étudiants : Carmes, Prémontrés, Bernardins. Dans l’église, les sermons et le catéchisme sont donnés en français et en flamand.
À l’instigation de Robert Persons un petit groupe d’étudiants catholiques anglais, exilés en France, est admis pour la première fois en 1593, ils ont leur propre résidence en ville. Cette initiative se développera pour devenir le ‘collège des jésuites anglais’ de Saint-Omer.
En 1595 c’est la guerre entre le roi de France et Philippe II d'Espagne. Les Pays-Bas en sont l'enjeu et la région de Saint-Omer est en première ligne du conflit. La désolation et la faim dans les campagnes font affluer les réfugiés en ville. La peste se déclare. Plusieurs jésuites perdent la vie, victimes de leur dévouement auprès des malades. La vie du collège est désorganisée et le nombre d’étudiants a fort diminué.

## Nouvel essor et nouvelle église
La paix revenue et la peste disparue le collège reprend son essor. On a beaucoup recours au spectacle dans l'éducation des jeunes (débats contradictoires, déclamations, séances solennelles, théâtre) et leur instruction religieuse (processions, prières publiques, liturgies solennelles) et pour former les étudiants. Les deux ne font d’ailleurs qu’un dans le Ratio Studiorum de la Compagnie de Jésus dont les directives sont suivies à Saint-Omer comme ailleurs. La béatification d'Ignace de Loyola en 1609 est l’occasion de célébrations (en 1610) qui durent une dizaine de jours.
La première chapelle construite en 1569-1570 étant devenue exiguë il est décidé d’en construire une nouvelle. Les plans du nouvel édifice sont dessinés par le frère jésuite montois Jean Du Blocq. Les fonds nécessaires étant en partie rassemblés les travaux commencent en 1620. Ils sont plusieurs fois interrompus, pour diverses raisons, souvent financières. En 1628 on travaille à la toiture. L’église est finalement ouverte au culte en 1636, mais les travaux continuent jusqu’en 1640.
Un nouveau conflit éclate entre la France et l’Espagne en 1635. Saint-Omer est assiégée en 1638. Comme chaque fois la peste accompagne la guerre. Les activités du collège ne s’interrompent pas mais tout va au ralenti, et les pertes en vie humaines dues à l’épidémie sont nombreuses. En 1640 le centenaire de la fondation de la Compagnie de Jésus est célébré, mais sans faste. La population scolaire du collège remonte à 500 élèves en 1666.

## Années difficiles
Le conflit armé se conclut par le traité des Pyrénées de 1659. L’incertitude politique demeure cependant car la France n’a pas renoncé à ses prétentions sur les Pays-Bas méridionaux. C’est ainsi jusqu’en 1678, lorsque l’Artois est rattaché à la France par le traité de Nimègue. Louis XIV n’a alors de cesse de faire transférer de la province jésuite gallo-belge à la province française les collèges jésuites de la région. Ce à quoi s’oppose le supérieur général, Charles de Noyelle, pour des raisons qui tiennent à la politique du Pape très opposé au gallicanisme que Louis XIV promeut ouvertement. Un compromis fera que les recteurs seront dorénavant des jésuites français.
Les relations avec les évêques successifs de Saint-Omer sont excellentes. Le collège garde des liens avec l’abbaye Saint-Bertin également. En 1667 les cours de théologie morale et philosophie se développent en un séminaire épiscopal. En 1691 le séminaire est totalement indépendant du collège.  De nombreuses vocations religieuses sont issues du collège.
Comme ailleurs, outre son programme éducatif, le collège est centre d’activités apostoliques diverses. De nombreuses missions pastorales sont organisées dans les villages des environs. Au début du XVIIIe siècle le père de Belloy est particulièrement actif.  Les lettres annuelles des supérieurs mentionnent qu’il obtient de nombreuses conversions et retours à la foi catholique.

## Déclin auXVIIIesiècle
Au tournant du siècle (1700) le collège compte 386 élèves. De nouveaux troubles, particulièrement le siège de Douai en 1711, amènent de nombreux réfugiés à Saint-Omer, y compris des étudiants: le nombre d’élèves dans les classes augmente. Des soldats casernent au collège : on leur donne le catéchisme.  Au début de 1713 la paix entre la France et les Anglo-Hollandais permet le retour à une vie plus régulière. Le nombre d'élèves commence à fléchir. De 330, en 1732, il baisse et se stabilise aux environs de 280 au milieu du XVIIIe siècle. Les jésuites n’ont plus le monopole de l’éducation. Leur prestige a diminué.
Un conflit avec l’évêque François de Valbelle, de tendance janséniste, n’arrange rien. Il interdit aux jésuites d’enseigner la théologie morale. Autre problème : la vétusté des bâtiments commence à causer de l’inquiétude. Comme par le passé cependant les distributions de prix en fin d’année académique avec représentations théâtrales, accompagnées parfois de symphonie, ballets et chœurs attirent les foules. Presque toujours écrites par un jésuite ces pièces tirent leur inspiration de l’Ancien Testament, de la mythologie grecque ou des faits et gestes de saints chrétiens (le roi Saint Louis est fréquente source d’inspiration).
Des travaux de restauration commencent en 1733. il s’agit plutôt d’une reconstruction quasi complète. La ville est appelée à l'aide, mais elle n’a pas la même générosité qu’auparavant. D'année en année des suppliques sont adressées par les pères au conseil de la ville.  Le gros œuvre est terminé en 1748 et à partir de 1752 les classes se tiennent dans les nouveaux bâtiments, même si pas encore achevés.
En 1743 on introduit la retraite spirituelle de fin d’études pour les rhétoriciens (retraite d'orientation de vie). Plusieurs pères donnent le catéchisme, entre autres dans la prison, et assurent l’éducation religieuse dans d’autres écoles. Les abjurations - passages du protestantisme au catholicisme - sont encore dignes d’être notées dans les lettres annuelles envoyées à Rome : une vingtaine par an entre 1743 et 1751. Les vocations religieuses se font plus rares. Entre 1700 et 1773 seuls une vingtaine de jésuites sont anciens élèves du collège : beaucoup moins qu’auparavant. La mentalité religieuse a changé.

## Suppression
Le 6 août 1761 le parlement de Paris interdit « aux Jésuites de tenir écoles et collèges, et aux sujets du roi de s’y instruire, de fréquenter leurs missions et congrégations, comme de s’affilier à leur société ». Pendant un temps opposé à la décision (prise sans consultation), le conseil d’Artois doit s’incliner et en août 1762 envoie des maitres prendre la place des jésuites au collège. Le 19 octobre 1763 les jésuites quittent les lieux. Ils sont dix-neuf. Comme groupe fondateur les moines de Saint-Bertin proposent de reprendre le collège, mais la municipalité refuse. Des conflits financiers surgissent. L’obligation de payer les nouveaux maîtres entraine la suppression de la gratuité de l’enseignement.
En juin 1777 des prêtres de la doctrine chrétienne sont chargés du collège (sous la direction de l’évêque), le supérieur Paul Collard est nommé, il venait du collège de Chaumont. La pédagogique reste ignacienne, mais l’enseignement se fait en langue française plutôt qu’en latin.
Pendant la Révolution française les prêtres doivent prêter serment à la constitution civile du clergé de 1791. Cela sème le trouble. Ils sont divisés. La moitié refuse. L’autre tergiverse. Le supérieur, le père de Torcy, donne tous les gages qu’on souhaitait, mais ne signe pas… Le 18 aout 1792 il lui est signifié que sa présence ne sera plus tolérée. Il part et le collège est fermé.

## Du collège au lycée Alexandre-Ribot
Durant les années qui suivent, la chapelle est désacralisée et les bâtiments sont utilisés à des fins diverses : prison pour femmes, asile pour galeux, magasin de grain et fourrage. Au lendemain du concordat, en 1802, on y rétablit un institut d’enseignement : un directeur et cinq professeurs.
En 1808 cet institut est affilié à l’université et reçoit le titre de Collège impérial. Suivant la chute de l’Empire il devient Collège royal en 1815. La même année l’église est rouverte au culte.  Nouveau changement de nom lorsque la monarchie disparait en 1848 : l’ancien collège des jésuites devient lycée. Et depuis 1924 ce lycée se dénomme : Lycée Alexandre-Ribot.